# Коичи Кудо
Коичи Кудо (јап. 工藤 孝一; 4. фебруар 1909 — 21. септембар 1971) био је јапански фудбалер и тренер.
Био је тренер јапанске фудбалске репрезентације (1942. године).